# Монґай
Монґай (Montgai) — муніципалітет в Іспанії, у складі автономної спільноти Каталонія, провінція Леріда. Він розташований у долині річки Сіо серед пагорбів Бельмунт на півдні та гір Монклар на півночі.
Муніципалітет складається з двох сіл: Монгаї та Буценіт-д'Уржель.

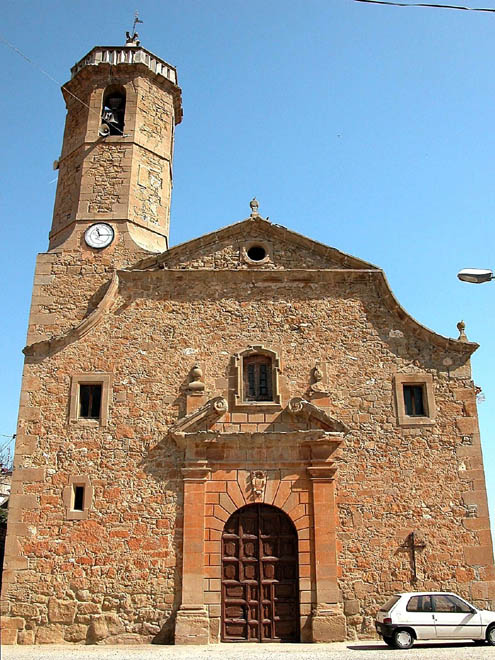
Церква Буценіт, побудована в 18 столітті

## Економіка
Основою економіки є сільськогосподарська діяльність. Розширення культивованих земель досить розподілено між сухими та зрошуваними землями.

## Населення
У 20 столітті Монґай мало 27 будинків і збільшувалась кількість жителів до 1930-х років. Потім через економічну кризу в сільському господарстві почалося його скорочення, і сьогодні тут проживає 663 особи.